# File, Egypten

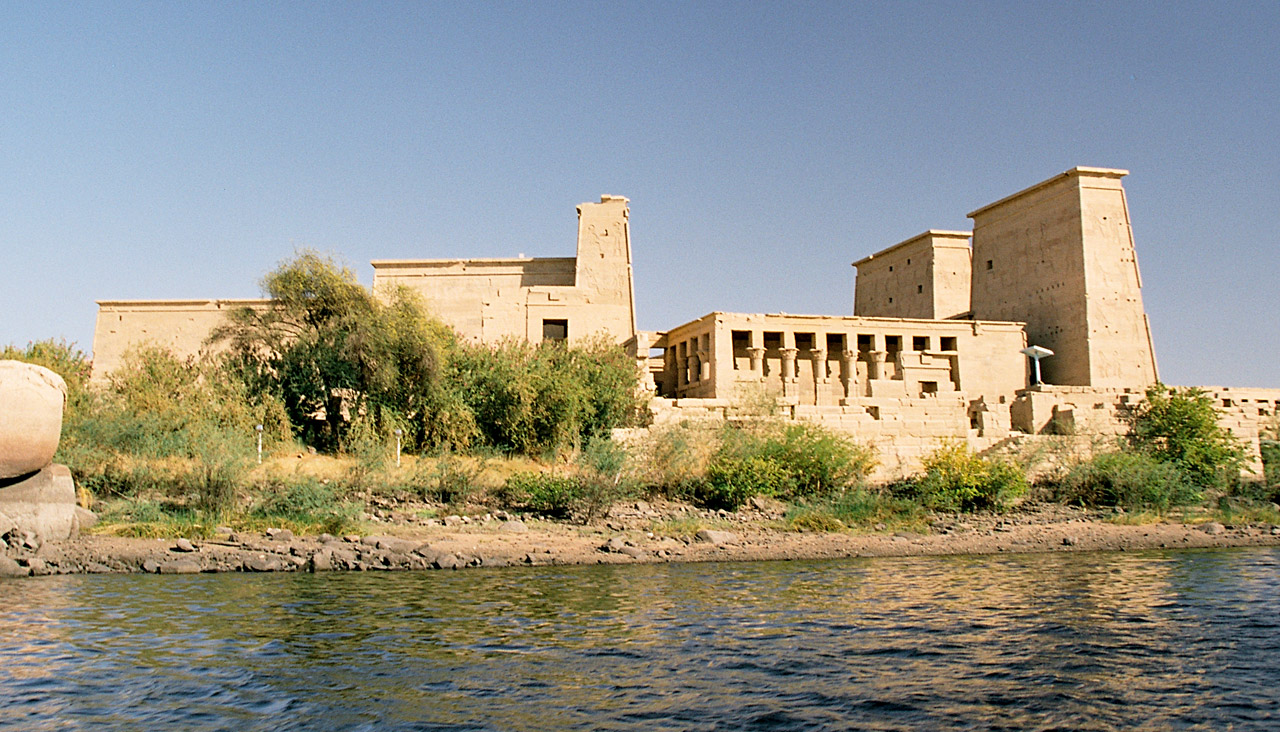
Filetemplet sett från Nilen.

File (latin Philae, grekiska Φίλαι, Philai, koptiska Pilak, arabiska فيله, P'aaleq) är en ö mitt i Nilen i Egypten  och den gamla platsen för ett antikt egyptiskt tempelkomplex tillägnat Isis i södra Egypten. Komplexet är nu flyttat till den närliggande ön Agilkai. Den ligger i guvernementet Assuan, i den sydöstra delen av landet, 700 km söder om huvudstaden Kairo.

## Turism
De antika templen på ön File drog till sig uppmärksamhet på 1800-talet. På 1820-talet, besökte Joseph Bonomi den yngre, en brittisk egyptolog och museiintendent, ön. Detsamma gjorde Amelia Edwards, en brittisk romanförfattare 1873–1874. Snart blev turism till denna och liknande platser vanlig.

## Assuandammen

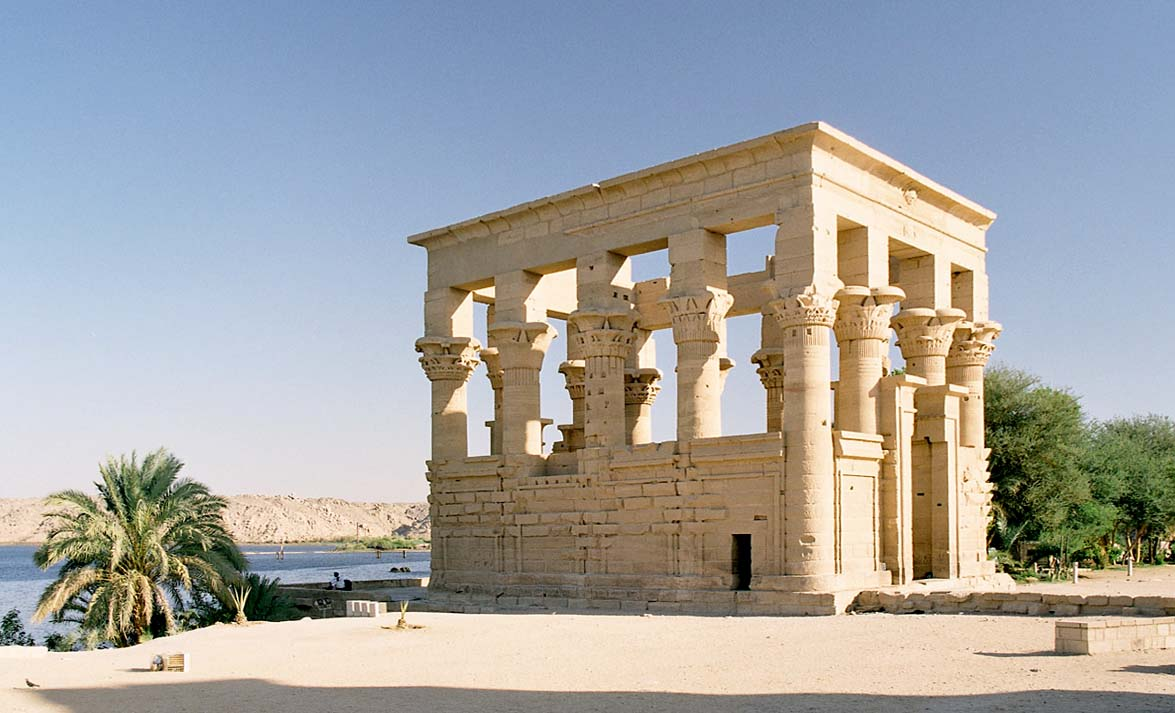
Trajanus kiosk inuti templet.

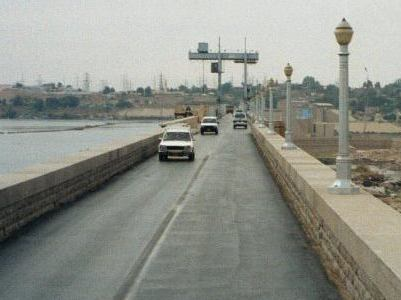
Assuandammen.

Under 1960-talet byggde man en enorm damm här, Assuandammen. Denna hotade dränka många antika landmärken, bland annat Filekomplexet. Dammen höjdes två gånger, och ön File var därefter nästan alltid översvämmad. Faktum är att komplexet endast klarade sig från översvämning när dammluckorna stod öppna mellan juli och oktober.
Man föreslog därför att templen skulle flyttas, sten för sten, till närliggande öar, såsom Bigeh eller Elefantine, men istället stärkte man grunden och stöttade byggnaderna. Trots att byggnaderna var fysiskt säkerställda, spolades öns attraktiva vegetation och färgen på templens reliefer bort. Snart trängde även salt och annat in i templens tegel.
1960 beslutade Unesco att flytta flera hotade platser längs Nilen till en säkrare plats. Files tempelkomplex flyttades, sten för sten, till Agilkai 550 meter bort, där det uppfördes och finns att beskåda idag. Projektet pågick mellan 1977 och 1980.